# Rakovo, Kiustendil
Rakovo (în bulgară Раково) este un sat în comuna Nevestino, regiunea Kiustendil,  Bulgaria. 

## Demografie
Componența etnică a satului Rakovo
     Bulgari (100%)
     Nicio identificare (0%)
     Altele (0%)
La recensământul din 2011, populația satului Rakovo era de 17 locuitori. Din punct de vedere etnic, toți locuitorii erau bulgari.